# Ланге, Самуэль Готхольд
Самуэль Готхольд Ланге (нем. Samuel Gotthold Lange; 22 марта 1711, Галле — 25 июня 1781, Безенлаублинген, ныне в составе Кённерна) — немецкий поэт, пастор, учредитель галльского кружка поэтов — общества, направленного против готтшедовской школы.
Был врагом немецкой рифмы, которую хотел вытеснить введением античных стихотворных размеров. Стихотворения Ланге и друга его Пиры (Pyra) появились под общим заглавием «Песни дружбы Тирсиса и Дамона» (Thyrsis’ und Damous freundschaftliche Lieder, 1745; перепечатано, с введением Августа Зауэра, в «Literaturdenkmäler des XVIII. und XIX. Jahrhunderts», Гейльброн, 1885).
Наиболее известен Ланге из-за нападений на него Лессинга (в его «Vademecum») на перевод «Од» Горация (Галле, 1752), сделанный Ланге размером подлинника. Для истории литературы XVIII века важна работа Ланге: «Sammlung gelehrter und freundschaftlicher Briefe» (Галле, 1769—70).